# Polestar 2
Polestar 2 – elektryczny samochód osobowy klasy średniej produkowany pod chińsko-szwedzką marką Polestar od 2020 roku.

## Historia i opis modelu

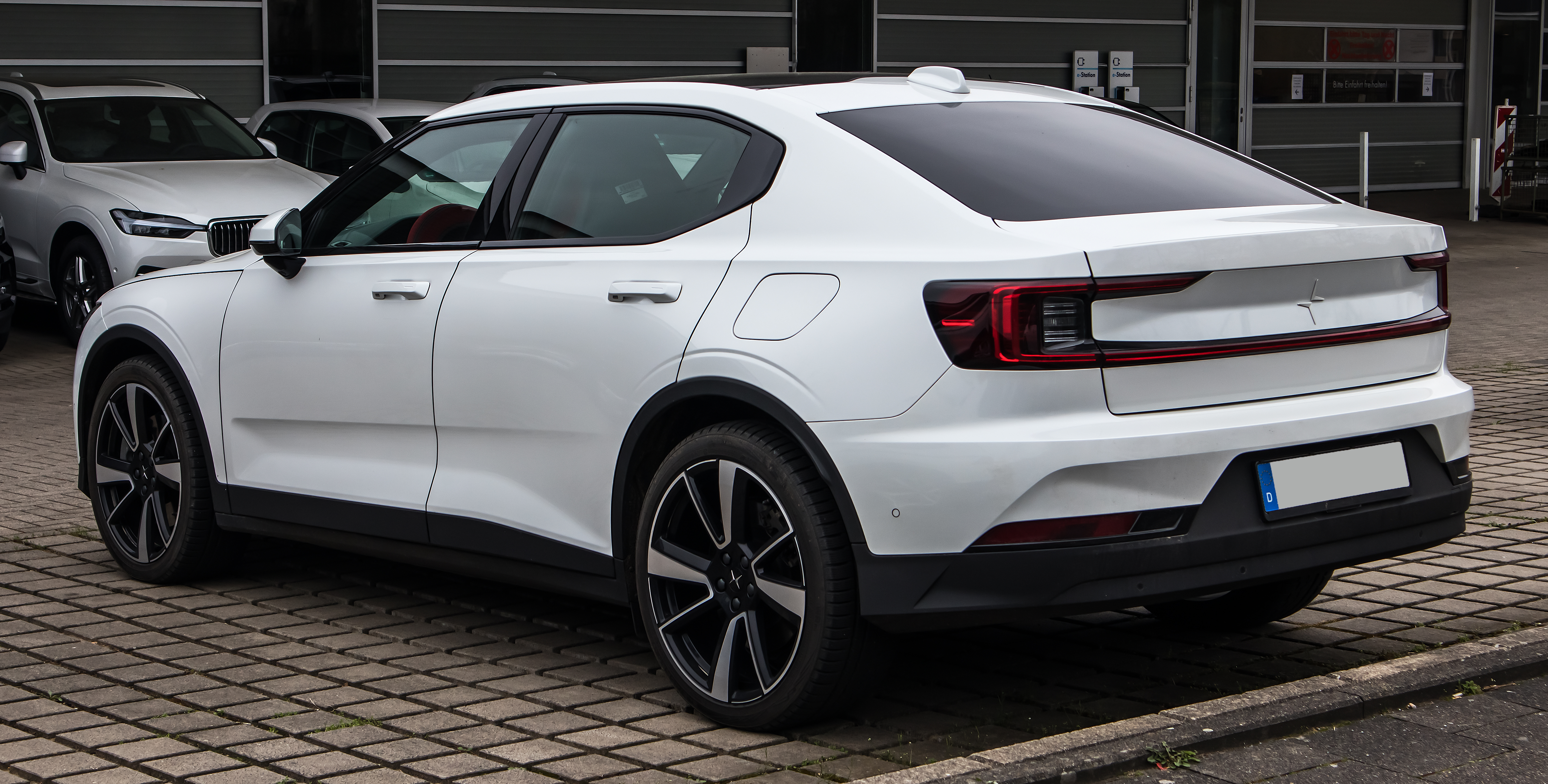
Polestar 2 - tył

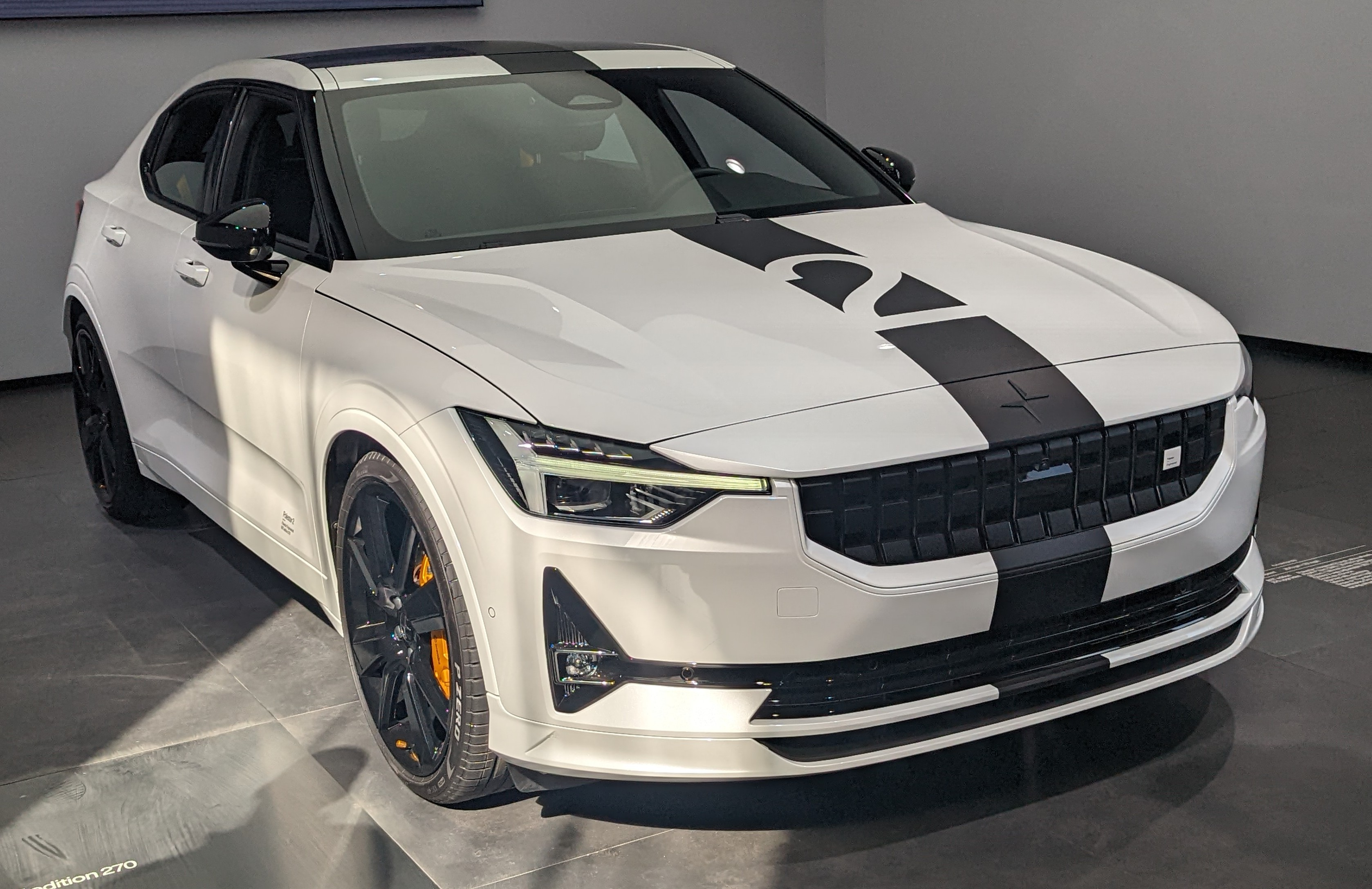
Polestar 2 BST Edition 270

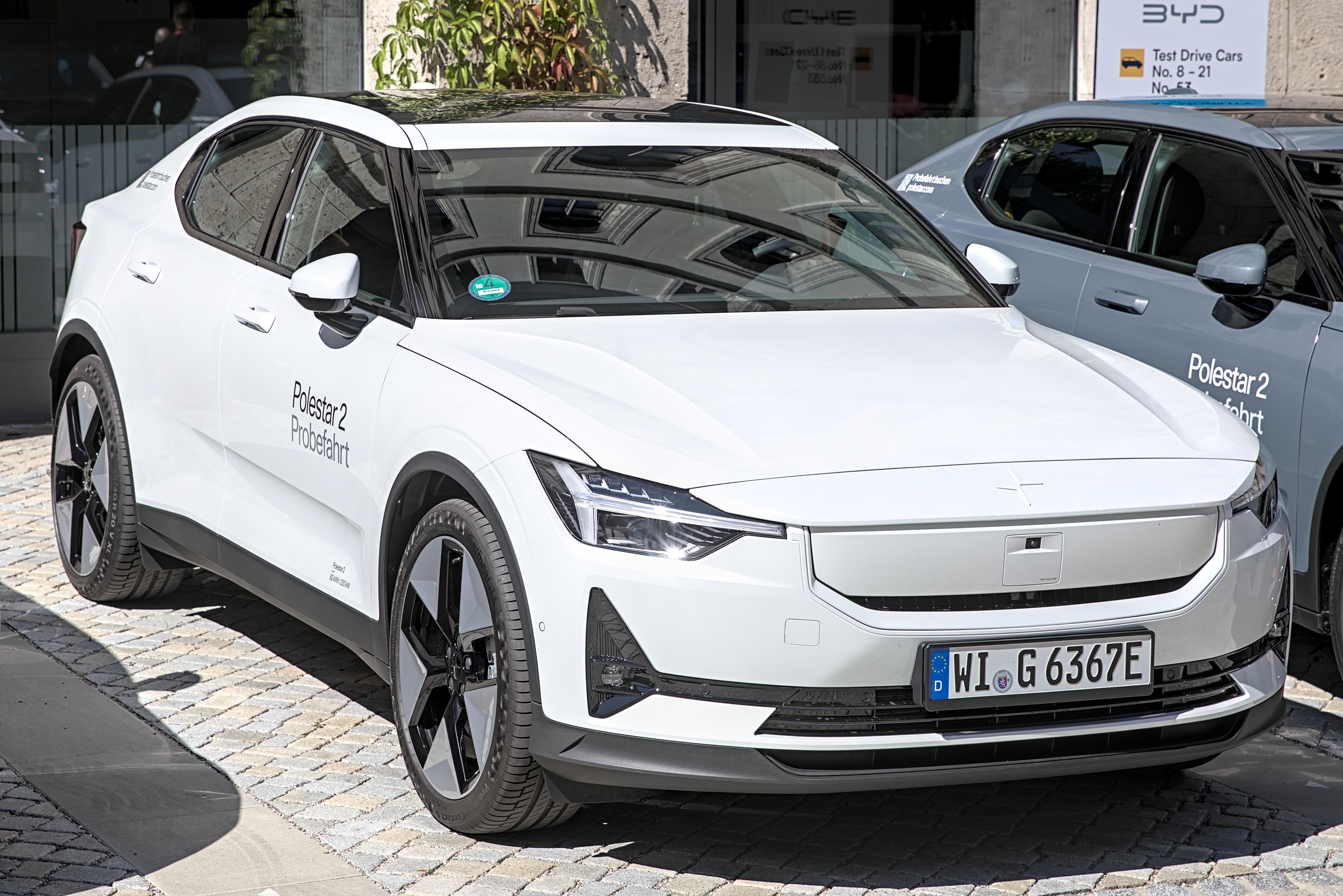
Polestar 2 po liftingu

Jak wskazuje nazwa, Polestar 2 to druga konstrukcja opracowana na potrzeby powstałej w 2017 roku marki Polestar. Podobnie jak sportowe coupe "1", premiera "2" została poprzedzona prezentacją studyjnego modelu pierwotnie mającego zwiastować konstrukcję bratniego Volvo. Bezpośrednim zwiastunem stylistyki średniej wielkości liftbacka było Volvo 40.2 Concept z maja 2016 roku. Początkowo miał on przeobrazić się w nową, trzecią generację nieprodukowanego od 2012 roku Volvo S40, jednak ostatecznie producent podjął decyzję o opracowaniu modelu w seryjnej postaci jako elektrycznego pojazdu nowo powstałej filii koncernu Geely. 
Oficjalna prezentacja Polestara 2 miała miejsce 27 lutego 2019 roku. Samochód to masywny, 5-drzwiowy liftback stanowiący odpowiedź m.in. na Teslę Model 3. Samochód otrzymał takie cechy wyglądu jak duża atrapa chłodnicy bez loga, agresywnie ukształtowane reflektory z motywem młotu Thora, połączone pasem świetlnym tylne lampy, jak i inne akcenty nawiązujące do najnowszych samochodów bratniej marki Volvo. Oświetlenie przednie wykonano w technologii pixel LED polegającej na adaptacyjnym kontrolowaniu oświetlenia otoczenia przed pojazdem, wykrywając przeszkody w celu zapobieżenia np. oślepieniu nadmiernym snopem światła. Polestar 2 powstał w oparciu o modułową platformę CMA współdzieloną z innymi markami koncernu Geely, na którym oparto m.in. blisko spokrewnione technicznie Volvo XC40.
Minimalistyczny kokpit został zdominowany przez pionowo 11-calowy wyświetlacz do sterowania systemem inforozrywki, a także radiem, klimatyzacją i ustawieniami pojazdu. Oprogramowanie stosowane w elektrycznym modelu powstało w kooperacji z Google, będąc pierwszym modelem firmy wykorzystującym nową generację tego systemu. Podobnie jak elektryczne modele pokrewnego Volvo, tak i Polestar 2 wyposażony został w dwa bagażniki - główny, umieszczony z tyłu, o pojemności 440 litrów oraz dodatkowy, pod maską, który pomieści 35 litrów na drobne przedmioty.

### BST Edition 270
W czerwcu 2022 Polestar przedstawił specjalną, limitowaną serię BST Editon 270. Samochód wizualnie wyróżnił się obniżonym o 25 milimetrów zawieszeniem oraz dodatkowymi nakładkami na progi i zderzaki. Ponadto, pojazd przyozdobniono także większymi, 21-calowymi alufelgami o czarnym malowaniu, a także oraz dodatkowymi naklejkami na matowo malowane nadwozie na czele z czarnym pasem biegnącym przez całą długość pojazdu. Maksymalną moc układu napędowego zwiększono do 476 KM i 660 Nm maksymalnego momentu obrotowego. Zgodnie z nazwą, samochód powstał w serii ograniczonej do 270 egzemplarzy. Dostępność samochodu ograniczono do rynku chińskiego, europejskiego i amerykańskiego, z czego w tym ostatnim cena unikatowej serii określona została na 76 900 dolarów.

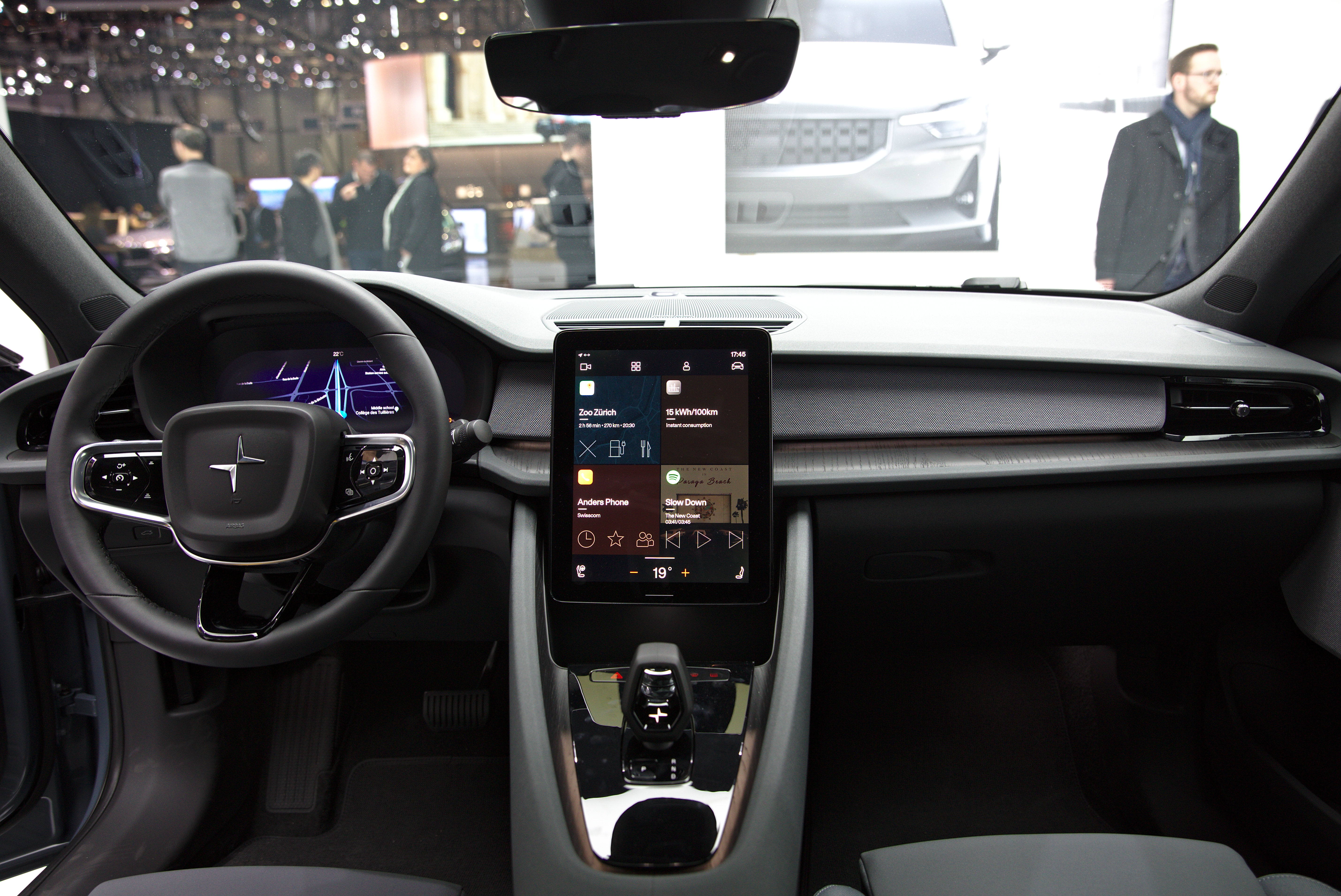
Polestar 2 - kokpit

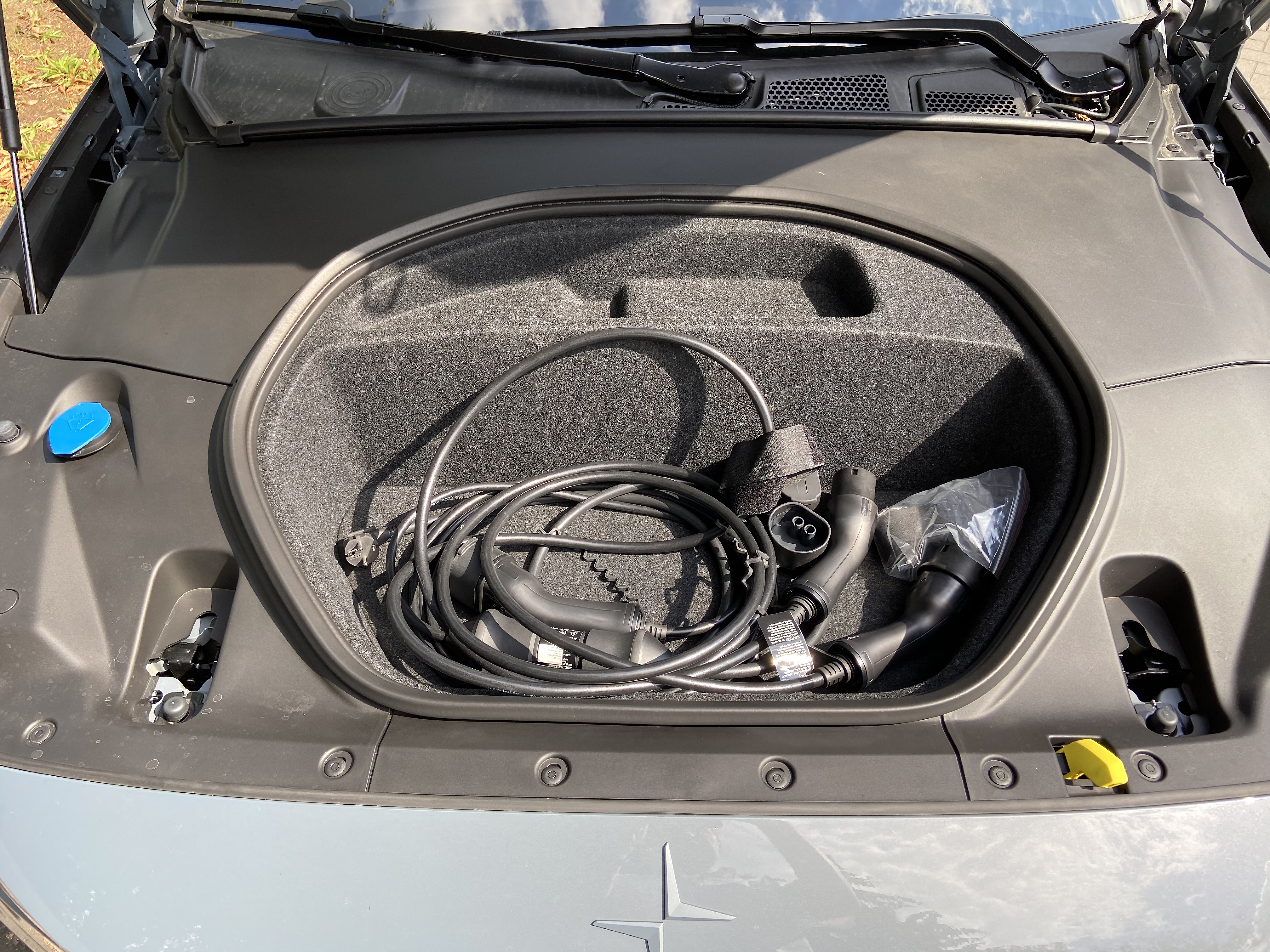
Polestar 2 - frunk

### Lifting
W styczniu 2023 zadebiutował Polestar 2 po obszernej restylizacji. Pod kątem wizualnym samochód zyskał nowe wzory alufelg, a także przeprojektowany przedni zderzak z nowym wypełnieniem imitacji wlotu powietrza. Dotychczasowy malowany na czarno panel zastąpił mniej kontrastujący, spójny z barwą malowania nadwozia, nawiązując w ten sposób do nowszego modelu Polestar 3. Największe zmiany wdrożono pod kątem technicznym - oprócz topowego AWD, w podstawowym wariancie napęd przedni zastąpiono tylnym. Rozwija on moc 299 KM i 400 Nm maksymalnego momentu obrotowego, z kolei mocniejsza z napędem na obie osie rozwija 427 KM i 740 Nm. Podstawowy Polestar 2 rozpędza się do 100 km/h w 6,2 sekundy, AWD w 4,5 sekundy, a AWD Performance - w 4,2 sekundy. Modernizacja przyniosła zastosowanie większej baterii o pojemności 69 lub 82 kWh dostarczonej przez chińską firmę CATL. Odmiany RWD oferują od 518 do 635 kilometrów zasięgu, a AWD - do 592 kilometrów zasięgu na jednym ładowaniu.

### Sprzedaż
Chińsko-szwedzki producent postanowił ściśle ograniczyć pulę państw, w których Polestar 2 trafił do oficjalnej sprzedaży. Wśród rynków zbytu znalazły się Chiny, USA, Kanada, Belgia, Holandia, Norwegia, Szwecja, Wielka Brytania oraz Niemcy. W Polsce nieoficjalną dystrybucją samochodu zajęła się prywatna firma EVdlaCiebie.pl z Warszawy. W ciągu pierwszych trzech miesięcy sprzedaży, która rozpoczęła się w pierwszej połowie 2020 roku, Polestar dostarczył na świecie ponad 2 tysiące egzemplarzy. Do produkcji samochodu wyznaczono zakłady Volvo w dzielnicy Luqiao chińskiego miasta Taizhou, rozpoczynając wytwarzanie pojazdu w drugiej połowie marca 2020 roku. Samochód zdobył dużą popularność na globalnych rynkach - 2,5 roku po rozpoczęciu produkcji, pod koniec listopada 2022, zakłady produkcyjne opuscił 100-tysięczy egzemplarz elektrycznego liftbacka.

### Dane techniczne[21]
|                         | Standard Range - Single Motor | Long Range - Single Motor | Long Range - Dual Motor  |
| ----------------------- | ----------------------------- | ------------------------- | ------------------------ |
| Rynki                   | Europa                        | Ameryka Północna, Europa  | Ameryka Północna, Europa |
| Napęd                   | FWD                           | FWD                       | AWD                      |
| Zasięg                  | WLTP: 473 km                  | EPA: 435 km WLTP: 540 km  | EPA: 401 km WLTP: 481 km |
| Pojemność baterii       | 69 kWh                        | 78 kWh                    | 78 kWh                   |
| Prędkość ładowania (DC) | 130 kW                        | 155 kW                    | 155 kW                   |
| Prędkość ładowania (AC) | 11 kW                         | 11 kW                     | 11 kW                    |
| Masa całkowita          | 1940 kg                       | 2040 kg                   | 2150 kg                  |
| Moc                     | 231 KM                        | 231 KM                    | 408 KM                   |
| Maks. moment obrotowy   | 330 Nm                        | 330 Nm                    | 660 Nm                   |
| 0-100 km/h              | 7 s                           | 7 s                       | 4,5 s                    |
| V-max                   | 161 km/h                      | 161 km/h                  | 205 km/h                 |